# Agustina Barroso
Agustina Barroso Basualdo, mais conhecida como Agus (Tandil, 20 de maio de 1993) é uma futebolista argentina que atua como zagueira. Atualmente, joga pelo Flamengo.

## Carreira

### Anos iniciais
Começou a jogar futebol aos cinco anos no clube de sua cidade, Tandil, onde também jogava basquete, modalidade em que competia exclusivamente dos 14 aos 16 anos. Depois de competir por dois anos, deixou o basquete e decidiu pelo futebol em um momento de indecisão e, graças à convocação para a Seleção Nacional, que a tinha visto jogar nos Jogos de Buenos Aires e queria convocá-la. Se pudesse voltar no tempo, teria escolhido o caminho do basquete, que é uma paixão pessoal.
Em 2008, decidiu definitivamente pelo no futebol e, após ser convocada para a seleção Sub-17, foi contratada pelo UAI Urquiza.

### Palmeiras
Assinou contrato com o Palmeiras no início de 2020 e, no final do ano, renovou para a temporada de 2021.
Ao final da temporada de 2020, venceu o "Prêmio Brasileirão" (2020), na categoria "Melhor zagueira".
Em 2021, foi vice-campeã do Campeonato Brasileiro e campeã da Copa Paulista.
Em dezembro de 2021, renovou seu contrato com o Palmeiras.
Ao final da temporada 2021, venceu os prêmios "ESPN Bola de Prata Sportingbet 2021" — sendo a primeira jogadora nascida fora do Brasil a ser premiada no Bola de Prata em qualquer categoria — e, novamente, o "Prêmio Brasileirão 2021" na categoria "Melhor zagueira".

### Flamengo
Em 17 de janeiro, o Flamengo anunciou sua contratação — sexto reforço e quarta contratação desta temporada de 2023. A atleta chegou ao Rio de Janeiro, realizou os exames médicos e se integrou imediatamente as "Meninas da Gávea" — grupo principal de futebol feminino — que estava realizando a sua preparação, em Pinheiral, no sul do Estado do Rio de Janeiro. A defensora usará, no clube, a camisa 22.
| “                                               | É uma felicidade imensa fazer parte do Flamengo. Fico até sem palavras pra descrever o que estou sentindo nesse momento. Sei da responsabilidade que é vestir o Manto Sagrado, mas me sinto confiante e preparada. Nosso elenco é bastante qualificado e eu chego pra ajudar ainda mais. As meninas me receberam muito bem e vamos trabalhar juntas pra colocar o clube no topo da modalidade. | ” |
| — Agustina, em entrevista, na chegada ao clube, | |   |

Em 23 de janeiro, poucos dias após a chegada ao Rubro-Negro, a Federação Internacional de História e Estatísticas do Futebol (IFFHS) divulgou a Seleção de 2022 da América do Sul. A zagueira está na lista das onze atletas escolhidas, pela primeira vez.
| “                                                                        | Estou muito feliz. Sendo bem sincera, eu não esperava estar no onze ideal da CONMEBOL, foi uma grande surpresa. Isso me motiva a continuar trabalhando e melhorando cada vez mais. Quando vi meu nome lá, cheguei a conclusão que tive ótimos momentos no ano passado. Agora, tenho que manter o foco para fazer uma temporada excelente pelo Flamengo. | ” |
| — Agustina falando sobre a notícia de estar na Seleção de 2022 da IFFHS, | |   |

### UDG Tenerife
Em 7 de julho de 2023, o UDG Tenerife anunciou a contratação da zagueira para temporada 2023–24.

### Retorno ao Flamengo
Em 12 de agosto de 2024, o Flamengo anunciou o retorno da zagueira à Gávea.
| “                                 | Eu fui muito feliz aqui, então, foi uma decisão fácil escolher voltar. Confesso que eu estava bastante ansiosa pois o Flamengo é uma casa pra mim. Prometo que vou me entregar como na primeira vez e tenho certeza que a sensação de vestir o Manto novamente quando entrar em campo será ainda melhor. Me identifico muito com o clube e espero que o restante da temporada seja muito bom pra nós. | ” |
| — Agustina, em rápida entrevista, | |   |

## Seleção Argentina
A nível internacional também tem experiência, já que desde os 16 anos subiu nas diferentes categorias até chegar ao absoluto da equipa. Defendendo a camisa da Argentina nas categorias de base, conseguiu disputar o Mundial Sub-20 do Japão em 2012. Além de ter acumulado mais de 70 partidas pela seleção principal, incluindo Copas América, Jogos Sul-Americanos e a Copa do Mundo em 2019.

## Títulos
UAI Urquiza

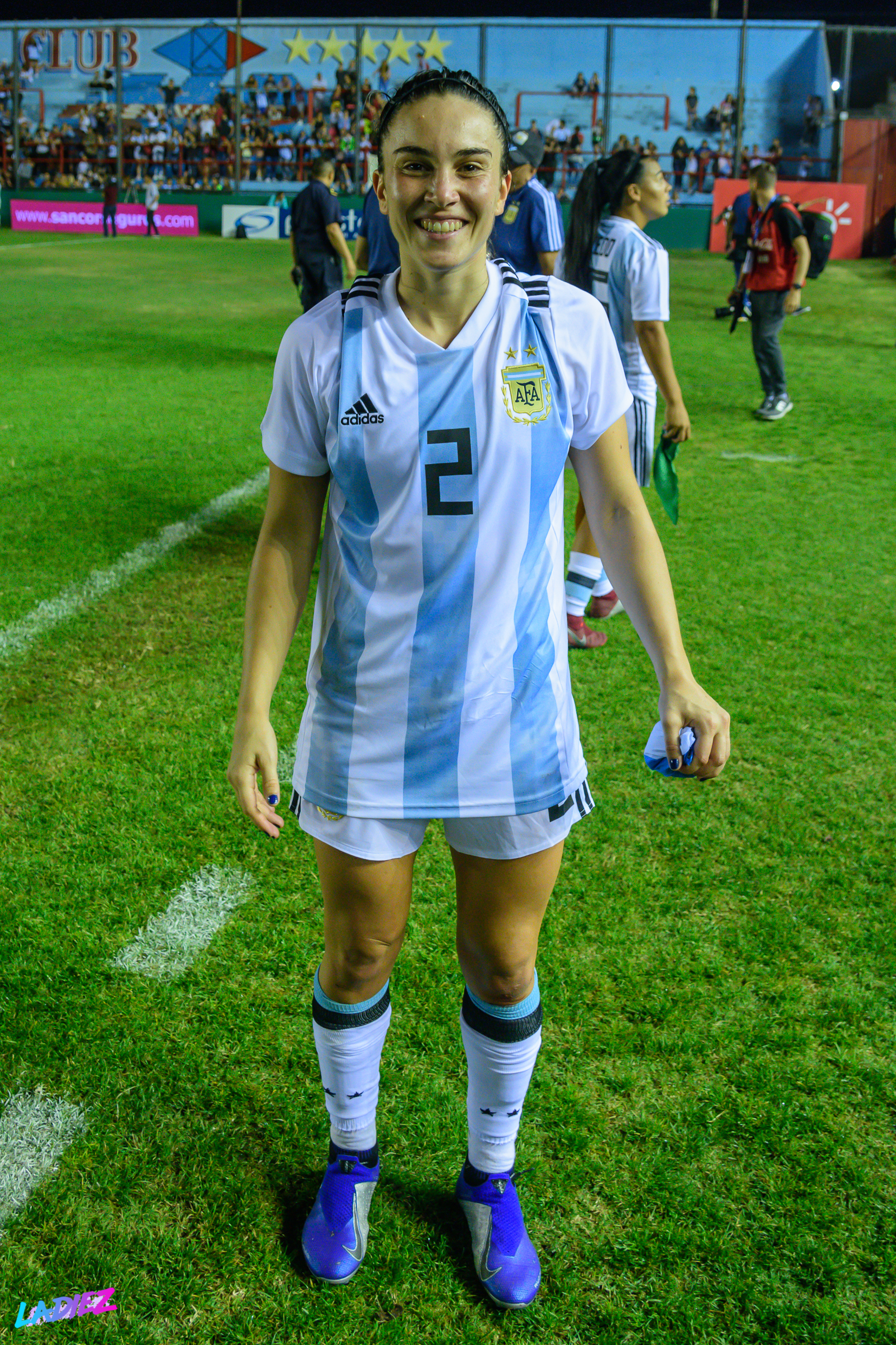
Durante a partida entre as seleções de Argentina e Panamá, em 2018.

- Campeonato Argentino: 2011–12 (Clausura) e 2014 (final)

Corinthians/Audax
- Copa Libertadores da América: 2017

Palmeiras
- Copa Paulista: 2021

Flamengo
- Copa Rio: 2023

### Campanhas de destaque
Palmeiras
- Campeonato Brasileiro: 2021 (2.º lugar)[8]

Seleção Argentina
- Jogos Pan-Americanos: 2019 (medalha de prata)[19]

## Prêmios individuais
- Prêmio Brasileirão – "Melhor zagueira": 2020[6] e 2021[12]
- ESPN Bola de Prata Sportingbet – "Melhor zagueira": 2021[11]
- Seleção da América do Sul (IFFHS): 2022[14]